# ガリバー旅行記 (1939年の映画)
『ガリバー旅行記』（ガリバーりょこうき、Gulliver's Travels）は、1939年の、フライシャー・スタジオ製作、パラマウント映画配給のアメリカ映画で、アニメーション映画である。また、日本では最初に公開された長編カラーアニメーション映画である。

## 概要
アイルランドの風刺作家ジョナサン・スウィフトにより執筆された風刺小説『ガリヴァー旅行記』の第一篇「リリパット国渡航記」を映画化したものである。
フライシャー・スタジオは、1934年から長編カラーアニメーション制作の構想を練っていたが、当時のパラマウントは金銭の問題や長編アニメーション公開の前例が無かったため、フライシャーの提案を却下し続けてきた。しかし、1937年にウォルト・ディズニー・アニメーション・スタジオ制作の長編カラーアニメーション『白雪姫』が大成功を収めるとパラマウントはディズニーに対抗、その成功を再現したいと考え、1939年のクリスマス公開を予定し製作を開始する。
フライシャーは、生身の俳優のフィルムをトレースするロトスコープを主人公であるガリバーのアニメ化に使用。その他にも製作に様々な工夫を凝らした結果、この映画はアメリカで公開されると大成功を収め、50の劇場での上映に限られていたにもかかわらず、327万ドルの興行収入を稼いだ。登場人物のリリパット人は後に短編映画にも登場した。
その後、本作の権利は、ナショナル・テレフィルム・アソシエイツがフライシャー・スタジオの過去作品と共に買収し、その後リパブリック・ピクチャーズ（後にパラマウントが買収）が権利を所有している。しかし、著作権に関しては公開から28年以内にリニューが行われなかった為、現在はパブリックドメインとなっている。
日本では、著作権の保護期間が終了し、パブリックドメインとなったことから、現在は各社からパブリックドメインDVDが発売されている。

## キャスト
| 役名             | 原語版声優                                                  | 日本語吹き替え | 日本語吹き替え |
| 役名             | 原語版声優                                                  | テレビ版       | VHS版          |
| ---------------- | ----------------------------------------------------------- | -------------- | -------------- |
| ガリバー         | サム・パーカー                                              | 木下秀雄       | 玄田哲章       |
| ギャビー         | ピント・コルヴィッグ                                        | 里見京子       | 中尾隆聖       |
| リトル王         | ジャック・マーサー                                          | 新道乃里子     | 山形ユキオ     |
| トゥインクルトー | ジャック・マーサー                                          |                |                |
| スニーク         | ジャック・マーサー                                          |                |                |
| スヌープ         | ジャック・マーサー                                          |                |                |
| スニッチ         | ジャック・マーサー                                          |                |                |
| バンボー王       | テッド・ピアス                                              | 斎藤隆         | 辻村真人       |
| グローリー姫     | リヴォニア・ウォーレン（台詞） ジェシカ・ドラゴネット（歌） |                | 篠原恵美       |
| デビッド王子     | カル・ハワード（台詞） ラニー・ロス（歌）                   |                | 関俊彦         |
| ナレーション     |                                                             | 坂本和子       |                |

- テレビ版 - 初回放送1960年5月5日 NHKにて放送[2]。
- VHS版 - 1996年に四季出版から発売されたVHSに収録。

## スタッフ
- 監督 - デイブ・フライシャー
- 脚本 - エドモント・シューワード
- 脚色 - ダン・ゴードン、キャル・ハワード、テッド・ピアー、I・スパーバー、エドモンド・シュアード
- 原作 - ジョナサン・スウィフト
- 製作 - マックス・フライシャー
- 撮影 - チャールズ・シェットラー
- 音楽 - ラルフ・レインジャー、レオ・ロビン
- 作詞 - ラルフ・レインジャー、レオ・ロビン
- 指揮 - ビクター・ヤング